# Конго, Эдвин
Эдвин Артуро Конго Мурильо (исп. Edwin Arturo Congo Murillo; род. 7 октября 1976 года в Богота, Колумбия) — колумбийский футболист, бывший нападающий известный по выступлениям за «Онсе Кальдас», «Леванте» и сборной Колумбии.

## Клубная карьера
Конго воспитанник клуба «Онсе Кальдас». В 1996 году он дебютировал за команду в Кубке Мустанга. В 1999 году он перешёл в испанский «Реал» Мадрид, но за основную команду так и не сыграл, выступая на правах аренды за «Реал Вальядолид», португальскую «Виторию» и французскую «Тулузу». В 2002 году Эдвин перешёл в команду Сегунды «Леванте» и во втором сезоне стал одним из лучших бомбардиров. В 2006 году он покинул клуб, сыграв за него более ста матчей и выступал за команды низших дивизионов хихонский «Спортинг», «Рекреативо» «Олимпик» Хатива и «Бенисаа». В 2012 году Конго завершил карьеру в клубе «Пайпорта».

## Международная карьера
В 1999 году Конго дебютировал за сборную Колумбии. 22 апреля в товарищеском матче против сборной Парагвая он забил свой первый гол за национальную команду. В том же году Эдвин был внесен в заявку сборной на Кубок Америки. В матче против сборной Аргентины он забил один из голов. В 2000 году Эдвин принял участие в Золотом кубке КОНКАКАФ. На турнире он сыграл в поединках против сборных Ямайки, Гондураса, США и Канады и завоевал серебряную медаль.
В 2004 году Эдвин во второй раз сыграл на Кубке Америки. 13 июля в поединке группового этапа против сборной Перу Конго забил гол. Он также сыграл во встрече против сборной Аргентины и завоевал четвёртое место.

### Голы за сборную Колумбии
| #   | Дата           | Место                             | Противник | Счёт | Соревнование       |
| --- | -------------- | --------------------------------- | --------- | ---- | ------------------ |
| 01. | 22 апреля 1999 | Фелициано Касерес, Луке, Парагвай | Парагвай  | 0:2  | Товарищеский матч  |
| 02. | 4 июля 1999    | Фелициано Касерес, Луке, Парагвай | Аргентина | 3:0  | Кубок Америки 1999 |
| 03. | 12 июля 2004   | Мансиче, Трухильо, Перу           | Перу      | 2:2  | Кубок Америки 2004 |

## Достижения
Международные
 Колумбия
- Золотой кубок КОНКАКАФ — 2000

## Интересные факты
Конго имеет ученую степень в области стоматологии.